# جيفري بولاك
جيفري بولاك (بالإنجليزية: Jeffrey Pollack)‏ هو رائد أعمال أمريكي، ولد في 1965 في فورت لي في الولايات المتحدة.